# Liste der Deutschen Meister in der 3-mal-1000-Meter-Staffel
Die nichtolympische 3-mal-1000-Meter-Staffel wurde bei den Deutschen Leichtathletik-Meisterschaften – als Disziplin nur für die Männer – nicht kontinuierlich ausgetragen. Zunächst stand der Wettbewerb von 1921 bis 1926 auf dem Programm, dann wieder 1931 und von 1939 bis 1942. Nach dem Zweiten Weltkrieg wurden von 1946 bis 1969 und später seit 1999 Deutsche Meister ermittelt. Der Wettbewerb wurde seit 1991 durchgängig nicht in der Hauptveranstaltung der Deutschen Meisterschaften ausgetragen, sondern gemeinsam mit anderen Disziplinen ausgelagert.
Über andere Mittelstrecken gibt es die 4-mal-800-Meter- und die 4-mal-1500-Meter-Staffel, die gemeinsam von 1970 bis 1998 bei den Deutschen Meisterschaften zur Austragung kamen, als die 3 × 1000 m nicht auf dem Programm standen. Vor dem Zweiten Weltkrieg war es alleine die 4 × 1500-m-Staffel, die Bestandteil der Meisterschaften war, wenn die 3 × 1000-m-Staffel fehlte. Nur 1931 wurden beide Mittelstrecken-Staffeln durchgeführt. In der DDR kamen keine vergleichbaren Staffelmeisterschaften zur Austragung.
Bei den Frauen ist als Mittelstreckenstaffel die 3-mal-800-Meter-Staffel im Angebot.

## Deutscher Meisterschaftsrekord
| 7:01,2 min | SC Preußen 06 Münster (Franz-Josef Kemper, Wolf-Jochen Schulte-Hillen, Harald Norpoth) | Hamm | 17. Juli 1966 |

Diese Leistung von 1966 ist in Deutschland bis heute unübertroffen und stellt damit den älltesten deutschen Rekord überhaupt dar.

## Sieger
| Jahr      | Ort                                                       | Datum                                                      | Verein                                                     | Läufer                                                         | Zeit (min)                                                 |
| --------- | --------------------------------------------------------- | ---------------------------------------------------------- | ---------------------------------------------------------- | -------------------------------------------------------------- | ---------------------------------------------------------- |
| 1921      | Hamburg                                                   | 21. August                                                 | TSV Zehlendorf 88 Berlin                                   | Willy Murawski, Herbert Langkutsch, Friedrich-Franz Köpcke     | 7:58,6                                                     |
| 1922      | Duisburg                                                  | 19. August                                                 | TSV Zehlendorf 88 Berlin                                   | Willy Murawski, Herbert Langkutsch, Friedrich-Franz Köpcke     | 8:06,2                                                     |
| 1923      | Frankfurt am Main                                         | 18. August                                                 | TSV 1860 München                                           | Rupert Schrötter, Ludwig Kleekam, Walter König                 | 7:56,4                                                     |
| 1924      | Stettin                                                   | 9. August                                                  | SC Charlottenburg Berlin                                   | Steinhäuser, Reinhold Simon, Fritz Schoenmann                  | 7:57,3                                                     |
| 1925      | Berlin                                                    | 8. August                                                  | TSV Zehlendorf 88 Berlin                                   | Willi Schumann, Max Tarnogrocki, Fredy Müller                  | 7:44,5                                                     |
| 1926      | Leipzig                                                   | 7. August                                                  | SC Preußen Stettin                                         | Willi Boltze, Hein Heller, Otto Peltzer                        | 7:45,4                                                     |
| 1927–1930 | Wettbewerb nicht ausgetragen                              | Wettbewerb nicht ausgetragen                               | Wettbewerb nicht ausgetragen                               | Wettbewerb nicht ausgetragen                                   | Wettbewerb nicht ausgetragen                               |
| 1931      | Bitterfeld                                                | 20. September                                              | SC Charlottenburg Berlin                                   | Herbert Gottschalk, Hans Wichmann, Max Danz                    | 7:48,1                                                     |
| 1932–1938 | Wettbewerb nicht ausgetragen                              | Wettbewerb nicht ausgetragen                               | Wettbewerb nicht ausgetragen                               | Wettbewerb nicht ausgetragen                                   | Wettbewerb nicht ausgetragen                               |
| 1939      | Darmstadt                                                 | 16. Juli                                                   | Hamburger SV                                               | Rudolf Kröger, Bertram Berberich, Werner Körting               | 7:28,9                                                     |
| 1940      | Berlin                                                    | 10. August                                                 | Luftwaffen-Sportverein Berlin                              | Hans Brandscheit, Harry Mehlhose, Dieter Giesen                | 7:36,6                                                     |
| 1941      | Berlin                                                    | 19. Juli                                                   | Luftwaffen-Sportverein Berlin                              | Karl Heß, Hans Brandscheit, Dieter Giesen                      | 7:39,6                                                     |
| 1942      | Berlin                                                    | 25. Juli                                                   | Luftwaffen-Sportverein Berlin                              | Karl Heß, Harry Mehlhose, Dieter Giesen                        | 7:39,0                                                     |
| 1943      | Wettbewerb nicht ausgetragen                              | Wettbewerb nicht ausgetragen                               | Wettbewerb nicht ausgetragen                               | Wettbewerb nicht ausgetragen                                   | Wettbewerb nicht ausgetragen                               |
| 1944/1945 | kriegsbedingt keine Deutschen Meisterschaften ausgetragen | kriegsbedingt keine Deutschen Meisterschaften ausgetragen  | kriegsbedingt keine Deutschen Meisterschaften ausgetragen  | kriegsbedingt keine Deutschen Meisterschaften ausgetragen      | kriegsbedingt keine Deutschen Meisterschaften ausgetragen  |
| 1946      | Frankfurt am Main                                         | 25. August                                                 | TSV 1860 München                                           | Sander, Hermann Eberlein, Ludwig Kaindl                        | 7:49,6                                                     |
| 1947      | Köln                                                      | 10. August                                                 | Eintracht Frankfurt                                        | Hofferberth, Dahmer, Heinz Ulzheimer                           | 7:39,0                                                     |
| 1948      | Nürnberg                                                  | 15. August                                                 | Eintracht Frankfurt                                        | Fritz Schlockermann, Hofferberth, Heinz Ulzheimer              | 7:45,6                                                     |
| 1949      | Bremen                                                    | 7. August                                                  | KTSV Preußen 1855 Krefeld                                  | Bongartz, Heitzer, Hermann Arend                               | 7:34,4                                                     |
| 1950      | Stuttgart                                                 | 6. August                                                  | Werder Bremen                                              | Hans Wever, Karl Kluge, Kurt Bonah                             | 7:28,2                                                     |
| 1951      | Düsseldorf                                                | 29. Juli                                                   | SC Rot-Weiß Oberhausen                                     | Karl-Heinz Surray, Karl-Friedrich Dörsing, Ernst Viebahn       | 7:27,4                                                     |
| 1952      | Hamm                                                      | 17. August                                                 | Berliner SC                                                | Hans-Joachim Hennig, Gerhard Audorf, Olaf Lawrenz              | 7:36,2                                                     |
| 1953      | Augsburg                                                  | 26. Juli                                                   | Barmer TV 1846 Wuppertal                                   | Joachim Rockschiess, Hans Emde, Friedrich Stracke              | 7:32,4                                                     |
| 1954      | Hamburg                                                   | 8. August                                                  | Barmer TV 1846 Wuppertal                                   | Friedel Stracke, Hans Emde, Werner Lueg                        | 7:26,5                                                     |
| 1955      | Frankfurt am Main                                         | 7. August                                                  | Barmer TV 1846 Wuppertal                                   | Friedel Stracke, Hans Emde, Werner Lueg                        | 7:23,0                                                     |
| 1956      | Berlin                                                    | 19. August                                                 | Berliner SC                                                | Resa, Herbert Stichnote, Olaf Lawrenz                          | 7:21,2                                                     |
| 1957      | Düsseldorf                                                | 16. August                                                 | Berliner SC                                                | Herbert Stichnote, Klaus Ostach, Olaf Lawrenz                  | 7:28,0                                                     |
| 1958      | Hannover                                                  | 18. Juli                                                   | VfL Wolfsburg                                              | Hans Hüneke, Alfred Brand, Dieter Heydecke                     | 7:14,8                                                     |
| 1959      | Stuttgart                                                 | 24. Juli                                                   | Polizei-Sportverein Berlin                                 | Hans-Joachim Kowalewsky, Klaus-Jürgen Lehmann, Jörg Balke      | 7:12,6                                                     |
| 1960      | Berlin                                                    | 23. Juli                                                   | Polizei-Sportverein Berlin                                 | Gerhard Weinmann, Klaus-Jürgen Lehmann, Jörg Balke             | 7:16,6                                                     |
| 1961      | Düsseldorf                                                | 28. Juli                                                   | FSV Frankfurt                                              | Peter Christ, Klaus Ostach, Karl Eyerkaufer                    | 7:25,4                                                     |
| 1962      | Hamburg                                                   | 27. Juli                                                   | Polizei-Sportverein Berlin                                 | Hans-Joachim Kowalewsky, Klaus-Jürgen Lehmann, Jörg Balke      | 7:16,8                                                     |
| 1963      | Augsburg                                                  | 9. August                                                  | Polizei-Sportverein Berlin                                 | Peter Christ, Jörg Balke, Klaus-Jürgen Lehmann                 | 7:28,4                                                     |
| 1964      | Karlsruhe                                                 | 19. Juli                                                   | SC Charlottenburg Berlin                                   | Gerhard Kopp, Horst Milde, Bodo Tümmler                        | 7:17,6                                                     |
| 1965      | Duisburg                                                  | 6. August                                                  | SC Charlottenburg Berlin                                   | Gerhard Kopp, Horst Milde, Bodo Tümmler                        | 7:13,8                                                     |
| 1966      | Hamm                                                      | 17. Juli                                                   | SC Preußen 06 Münster                                      | Franz-Josef Kemper, Wolf-Jochen Schulte-Hillen, Harald Norpoth | 7:01,2 (DRV)                                               |
| 1967      | Leverkusen                                                | 10. September                                              | SC Preußen 06 Münster                                      | Heiner Lübbering, Franz-Josef Kemper, Harald Norpoth           | 7:11,8                                                     |
| 1968      | Hannover                                                  | 1. September                                               | SC Preußen 06 Münster                                      | Wolf-Jochen Schulte-Hillen, Harald Norpoth, Franz-Josef Kemper | 7:13,0                                                     |
| 1969      | Hannover                                                  | 3. August                                                  | SV Bayer 04 Leverkusen                                     | Franz-Josef Becker, Gerhard Machunze, Arnd Krüger              | 7:11,6                                                     |
| 1970–1998 | Wettbewerb nicht ausgetragen                              | Wettbewerb nicht ausgetragen                               | Wettbewerb nicht ausgetragen                               | Wettbewerb nicht ausgetragen                                   | Wettbewerb nicht ausgetragen                               |
| 1999      | Duisburg                                                  | 11. Juli                                                   | SV Creaton Großengottern                                   | Nils Schumann, Dirk Heinze, Ralf Aßmus                         | 7:03,96                                                    |
| 2000      | Troisdorf                                                 | 27. Mai                                                    | SV Creaton Großengottern                                   | Ralf Aßmus, Dirk Heinze, Nils Schumann                         | 7:11,55                                                    |
| 2001      | Kandel                                                    | 19. Mai                                                    | TSV Bayer 04 Leverkusen                                    | Benedikt Nolte, Mario Kröckert, Tarik Bourrouag                | 7:14,86                                                    |
| 2002      | Mönchengladbach                                           | 30. Juni                                                   | SV Creaton Großengottern                                   | Martin Uhlich, Torsten Kühn, Ralf Aßmus                        | 7:14,84                                                    |
| 2003      | Fulda                                                     | 6. Juli                                                    | LG Olympia Dortmund                                        | Robert Schulte, Ansgar Varnhagen, Steffen Co                   | 7:11,01                                                    |
| 2004      | Jena                                                      | 4. Juli                                                    | LG Asics Pirna                                             | Franek Haschke, Uwe Kasper, René Herms                         | 7:09,19                                                    |
| 2005      | Koblenz                                                   | 28. Mai                                                    | LC ThüringenGas Erfurt                                     | Christoph Moormann, Andreas Freimann, Stefan Eberhardt         | 7:17,92                                                    |
| 2006      | Tübingen                                                  | 6. Mai                                                     | LG Nord Berlin                                             | Jonas Stifel, Carsten Schlangen, Franek Haschke                | 7:06,26                                                    |
| 2007      | Zeulenroda                                                | 5. Mai                                                     | LG Nord Berlin                                             | Jonas Stifel, Carsten Schlangen, Franek Haschke                | 7:07,27                                                    |
| 2008      | Berlin                                                    | 20. Juli                                                   | LG Nord Berlin                                             | Alexander Hudak, Franek Haschke, Carsten Schlangen             | 7:07,27                                                    |
| 2009      | Rhede                                                     | 9. August                                                  | StG Laufteam Erfurt                                        | André Röthling, Rico Schwarz, Sebastian Keiner                 | 7:07,96                                                    |
| 2010      | Ulm                                                       | 8. August                                                  | LG Telis Finanz Regensburg                                 | Felix Plinke, Philipp Pflieger, Florian Orth                   | 7:12,25                                                    |
| 2011      | Jena                                                      | 7. August                                                  | LG Nord Berlin                                             | Johannes Riewe, Micha Heidenreich, Carsten Schlangen           | 7:08,33                                                    |
| 2012      | Mönchengladbach                                           | 22. Juli                                                   | LG Braunschweig                                            | Moritz Waldmann, Jonas Hamm, Sören Ludolph                     | 7:05,45                                                    |
| 2013      | Rostock                                                   | 28. Juli                                                   | StG Laufteam Erfurt                                        | Sven Praetorius, Kevin Stadler, Sebastian Keiner               | 7:07,03                                                    |
| 2014      | Bochum-Wattenscheid                                       | 10. August                                                 | LG farbtex Nordschwarzwald                                 | Marco Kern, Benedikt Karus, Timo Benitz                        | 7:27,38                                                    |
| 2015      | Jena                                                      | 2. August                                                  | TSV Bayer 04 Leverkusen                                    | Daniel Gruber, Patrick Schoenball, Robin Schembera             | 7:08,77                                                    |
| 2016      | Mönchengladbach-Rheydt                                    | 31. Juli                                                   | LG Telis Finanz Regensburg                                 | Gabriel Genck, Florian Orth, Benedikt Huber                    | 7:08,14                                                    |
| 2017      | Ulm                                                       | 6. August                                                  | LG Braunschweig                                            | Julius Lawnik, Andreas Lange, Viktor Kuk                       | 7:12,47                                                    |
| 2018      | Rostock                                                   | 29. Juli                                                   | LG Farbtex Nordschwarzwald                                 | Hendrik Engel, Denis Bäuerle, Timo Benitz                      | 7:14,82                                                    |
| 2019      | Ulm                                                       | 28. Juli                                                   | LG Farbtex Nordschwarzwald                                 | Denis Bäuerle, Hendrik Engel, Timo Benitz                      | 7:13,67                                                    |
| 2020      | Heilbronn                                                 | Staffelläufe wegen der COVID-19-Pandemie nicht ausgetragen | Staffelläufe wegen der COVID-19-Pandemie nicht ausgetragen | Staffelläufe wegen der COVID-19-Pandemie nicht ausgetragen     | Staffelläufe wegen der COVID-19-Pandemie nicht ausgetragen |
| 2021      | Rostock                                                   | Staffelläufe wegen der COVID-19-Pandemie nicht ausgetragen | Staffelläufe wegen der COVID-19-Pandemie nicht ausgetragen | Staffelläufe wegen der COVID-19-Pandemie nicht ausgetragen     | Staffelläufe wegen der COVID-19-Pandemie nicht ausgetragen |
| 2022      | Mainz                                                     | 29. Mai                                                    | SSC Hanau-Rodenbach                                        | Julius Martiny, Marius Abele, Lukas Abele                      | 7:18,65                                                    |
| 2023      | Bietigheim-Bissingen                                      | 29. April                                                  | LSC Höchstadt/Aisch                                        | Brian Weisheit, Nick Jäger, Florian Bremm                      | 7:18,35                                                    |
| 2024      | Sindelfingen                                              | 14. September                                              | LSC Höchstadt/Aisch                                        | Maximilian Berger, Brian Weisheit, Florian Bremm               | 7:27,39                                                    |
| 2025      | Hamburg                                                   | 4. Mai                                                     | LSC Höchstadt/Aisch                                        | Niklas Buchholz, Adrian König-Rannenberg, Florian Bremm        | 7:23,15                                                    |